# Sint-Pieterskerk (Sint-Pieters-Rode)

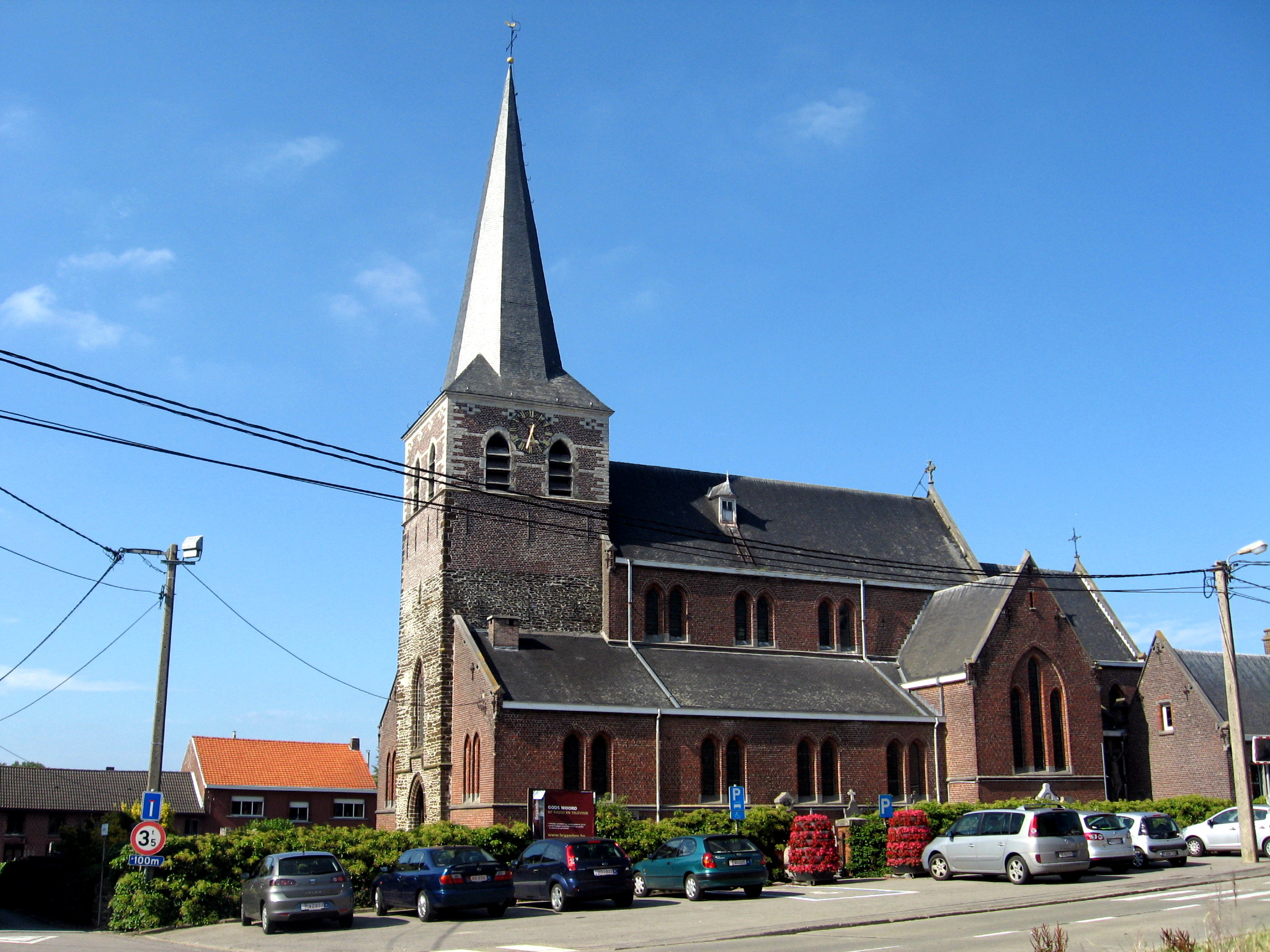
Sint-Pieterskerk

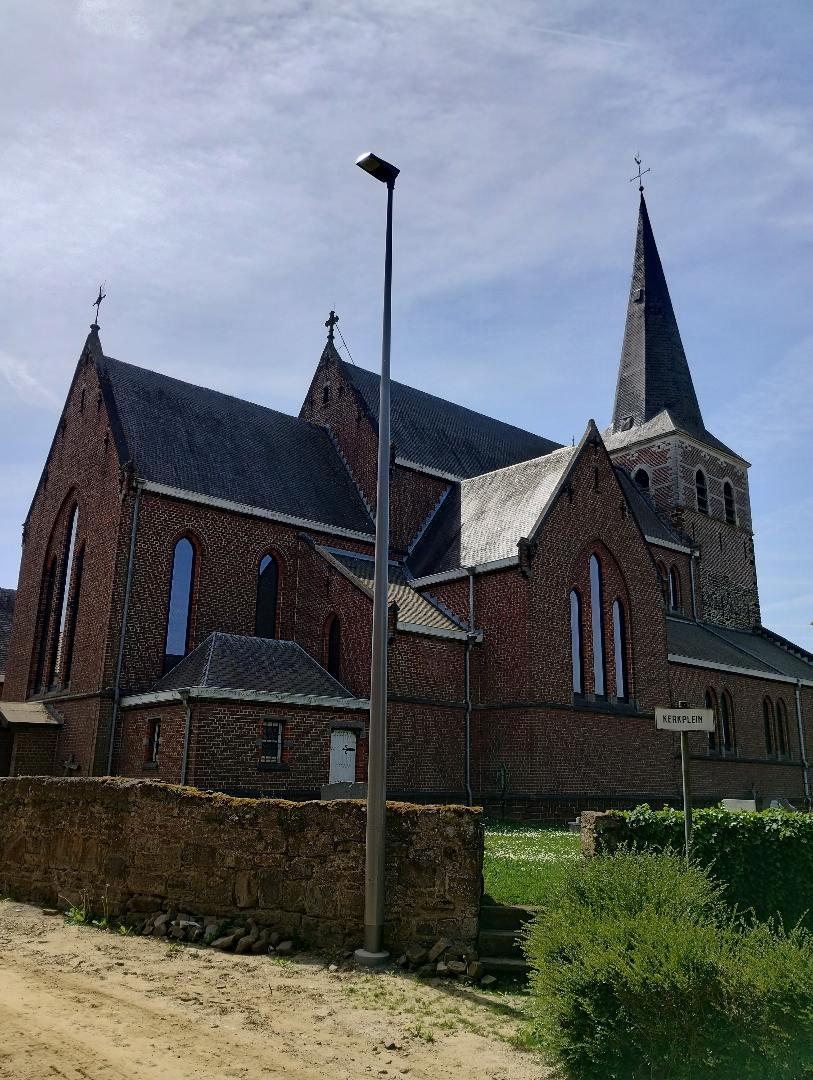
Sint-Pieterskerk vanaf Kerkplein

De Sint-Pieterskerk is de parochiekerk van de tot de Vlaams-Brabantse gemeente Holsbeek behorende plaats Sint-Pieters-Rode, gelegen aan de Pastoriedreef 1.

## Geschiedenis
Het patronaatsrecht van de parochie kwam in 1151 aan de Abdij van Park.

## Gebouw
De huidige kerk heeft een romaanse toren waarvan de onderste geleding in uit ijzerzandsteen bestaande breuksteen is gebouwd. Daarboven bevindt zich een deel van de toren in baksteen en zandsteen dat vermoedelijk in de 17e eeuw werd gebouwd. De toren is ingebouwd in een neogotische basilicale bakstenen driebeukige kruiskerk, gebouwd in 1847-1855 naar ontwerp van Pierre Langerock.

## Interieur
De kerk bezit twee biechtstoelen van 1757, in classicistische stijl. Ook zijn er 16e eeuwse beelden zoals Sint-Wivina, Madonna met Kind en een kruisbeeld. Een Sint-Petrus werd in de 18e eeuw vervaardigd.
Van omstreeks 1600 is het paneel: Marteldood van Sint-Petrus. Uit 1725 is een schilderij van Joris van Oyenbruggen dat de geschiedenis van de parochie verbeeldt.
Het orgel is van 1817 en werd vervaardigd door Lambert van Peteghem.